# Idiosoma berlandi
Idiosoma berlandi is een spinnensoort in de taxonomische indeling van de valdeurspinnen (Idiopidae).
Het dier behoort tot het geslacht Idiosoma . De wetenschappelijke naam van de soort werd voor het eerst geldig gepubliceerd in 1914 door William Joseph Rainbow.